# Ủy ban Dữ liệu Khoa học và Công nghệ
Ủy ban Dữ liệu Khoa học và Công nghệ, viết tắt theo tiếng Anh là CODATA (Committee on Data for Science and Technology) là một ủy ban liên kết đa ngành do Hội đồng Quốc tế về Khoa học (ICSU) thành lập năm 1966, nhằm tìm cách cải thiện việc biên soạn, thẩm định mức quan trọng, lưu trữ và truy xuất các dữ liệu quan trọng cho khoa học và công nghệ.
Ngày nay Hội đồng Khoa học Quốc tế (ISC) kế thừa ICSU quản lý Ủy ban.
CODATA có trụ sở ban thư ký tại Paris, Pháp. Chủ tịch nhiệm kỳ từ 2018 đến 2022 là Barend Mons từ  Hà Lan. Chủ tịch trước đó là Geoffrey Boulton từ Anh Quốc. Chủ tịch nhiệm kỳ 2010-2014 là Guo Huadong từ Trung Quốc.

## Mục tiêu
CODATA có mục tiêu là:
- Nâng cao chất lượng và khả năng tiếp cận các dữ liệu, cũng như các phương pháp mà dữ liệu được thu thập, quản lý, phân tích và đánh giá, với sự nhấn mạnh đặc biệt vào các nước đang phát triển.
- Tạo thuận lợi cho hợp tác quốc tế trong số những người thu thập, tổ chức và sử dụng dữ liệu.
- Thúc đẩy một gia tăng nhận thức trong cộng đồng khoa học và kỹ thuật về tầm quan trọng của các hoạt động này.
- Xem xét các truy cập dữ liệu và các vấn đề sở hữu trí tuệ.

## Tổ chức
CODATA có các thành viên quốc gia hay vùng lãnh thổ, thành viên khu vực đại diện cho một nhóm các quốc gia, thành thành viên liên hiệp từ ICSU, và thành viên lựa chọn khác, có mục tiêu liên quan đến chương trình dữ liệu khoa học của CODATA.
Các nhóm công tác chuyên môn được ấn định tại Đại hội đồng (General Assembly) 2014 ở New Delhi có:
| Tên nhóm                                                                                             | Tên gốc                                                                                              |
| --- | --- |
| Tin học tiên tiến về Vi sinh vật học                                                                 | Advancing Informatics for Microbiology                                                               |
| Dữ liệu Nhân trắc học cho Đối tượng đặc biệt                                                         | Anthropometric Data for Special Populations                                                          |
| Dữ liệu có nguy cơ                                                                                   | Data at Risk                                                                                         |
| Tiêu chuẩn và Thực tiễn trích dẫn dữ liệu                                                            | Data Citation Standards and Practices                                                                |
| Khả năng cộng tác Dữ liệu Khoa học Không gian và Trái đất                                            | Earth and Space Science Data Interoperability                                                        |
| Ấn phẩm Dữ liệu tương thích                                                                          | Interoperable Data Publications                                                                      |
| Dữ liệu mở liên kết về Nghiên cứu Rủi ro Thiên tai Toàn cầu                                          | Linked Open Data for Global Disaster Risk Research                                                   |
| Phát triển Dữ liệu Đường Toàn cầu                                                                    | Global Roads Data Development                                                                        |
| Bảo quản và Truy cập vào Dữ liệu khoa học và kỹ thuật trong/cho/với các nước Đang phát triển (PASTD) | Preservation of and Access to Scientific and Technical Data in/for/with Developing Countries (PASTD) |
| Khoa học và Quản lý các Đối tượng vật lý trong Kỷ nguyên Kỹ thuật số                                 | Science and the Management of Physical Objects in the Digital Era                                    |

## Hoạt động
- CODATA tổ chức hội nghị khoa học về dữ liệu 2 năm một kỳ, tập hợp các nhà khoa học thành viên trong nhiều lĩnh vực để định hướng chính sách.
- Các cuộc họp chuyên gia của các chuyên gia dữ liệu khoa học, trong đó giải quyết các vấn đề cụ thể cho một môn khoa học hoặc chủ đề xác định.
- Xuất bản ấn phẩm về xử lý dữ liệu, sưu tập dữ liệu, điều tra các hoạt động dữ liệu và các công trình báo cáo tại các hội nghị khoa học.
- Tài trợ các nhóm nhiệm vụ, các nhóm công tác, các uỷ ban và các nhóm khác giải quyết vấn đề dữ liệu cụ thể.[5]

Một trong các hoạt động quan trọng do Nhóm công tác CODATA về các Hằng số cơ bản (Task Group on Fundamental Constants) thành lập năm 1969, là cung cấp cho cộng đồng khoa học và công nghệ quốc tế các bộ giá trị các hằng số vật lý cơ bản và các hệ số chuyển đổi liên quan chặt chẽ để sử dụng trên toàn thế giới. Đã có bảy bản được biên soạn và công bố:
1. CODATA 1973, E. Richard Cohen, Barry N. Taylor
2. CODATA 1986, E. Richard Cohen, Barry N. Taylor (Web Version 1.0 1994-10-06)
3. CODATA 1998, Peter J. Mohr, Barry N. Taylor (Web Version 3.0 1999-07-23)
4. CODATA 2002, Peter J. Mohr, Barry N. Taylor (Web Version 4.0 2003-12-09)
5. CODATA 2006, Peter J. Mohr, Barry N. Taylor, David B. Newell (Web Version 5.0 2007-03-07)
6. CODATA 2010, (Web Version 6.0 2011-06-02)
7. CODATA 2014, (Web Version 7.0 2014-06-25) được công bố tại Viện Tiêu chuẩn và Kỹ thuật quốc gia Hoa Kỳ (NIST, National Institute of Standards and Technology), Gaithersburg, Maryland, Hoa Kỳ.[7]

## Các dữ liệu có bất định
Các dữ liệu có bất định (u - Uncertainty) là vấn đề của khoa học, và trong các công bố của CODATA thì giá trị chính có thể thay đổi. Mức bất định thường được biểu diễn cùng với giá trị dữ liệu.
Ví dụ hằng số Avogadro được biểu diễn là:
{\displaystyle N_{A}=6{,}022\,141\,29\,(27)\cdot 10^{23}\ \mathrm {mol} ^{-1}}
Biểu diễn đó được hiểu là:
{\displaystyle N_{A}=6{,}022\,141\,29\cdot 10^{23}\ \mathrm {mol} ^{-1}}; {\displaystyle u(N_{A})=0{,}000\,000\,27\cdot 10^{23}\ \mathrm {mol} ^{-1}}
Tức là độ bất định tiêu chuẩn là {\displaystyle u(N_{A})=27\cdot 10^{15}\ \mathrm {mol} ^{-1}}.
Bảng dưới đây là các giá trị khác nhau trong các xuất bản CODATA: hằng số Avogadro NA, hằng số cấu trúc tinh tế α (fine structure constant), và hằng số Rydberg R∞.
| Bản xuất    | Hs. Avogadro NA, 1023 mol−1 | Rel. Std.uns. NA / 10−9 | Hs. cấu trúc α, 10−3 | Rel. Std.uns. α / 10−9 | Hs. Rydberg R∞, m−1     | Rel. Std.uns. R∞ / 10−9 |
| ----------- | --------------------------- | ----------------------- | -------------------- | ---------------------- | ----------------------- | ----------------------- |
| CODATA 1973 | 6,022 045 (31)              | 5 148                   | 7,297 350 6 (60)     | 822                    | 10 973 731,77 (83)      | 76                      |
| CODATA 1986 | 6,022 136 7 (36)            | 598                     | 7,297 353 08 (33)    | 45                     | 10 973 731,534 (13)     | 1,2                     |
| CODATA 1998 | 6,022 141 99 (47)           | 78                      | 7,297 352 533 (27)   | 3,7                    | 10 973 731,568 549 (83) | 0,007 6                 |
| CODATA 2002 | 6,022 141 5 (10)            | 166                     | 7,297 352 568 (24)   | 3,3                    | 10 973 731,568 525 (73) | 0,006 6                 |
| CODATA 2006 | 6,022 141 79 (30)           | 50                      | 7,297 352 537 6 (50) | 0,68                   | 10 973 731,568 527 (73) | 0,006 6                 |
| CODATA 2010 | 6,022 141 29 (27)           | 44                      | 7,297 352 569 8 (24) | 0,32                   | 10 973 731,568 539 (55) | 0,005 0                 |

## Xuất bản
Tạp chí Data Science Journal được xuất bản tại Pháp từ năm 2014 với sự tài trợ của nhà xuất bản Ubiquity Press ở Anh Quốc.